# إيغناتي نستروف
إيغناتي ميخائيلوفيتش نستروف (بالإنجليزية: Ignatiy Nesterov)؛ (مواليد 20 يونيو 1983) لاعب كرة قدم أوزبكستاني. يجيد اللعب في مركز حراسة المرمى مع منتخب أوزبكستان الوطني .

## روابط خارجية
- إيغناتي نستروف على موقع قاعدة بيانات كرة القدم.إي يو (الإنجليزية)
- إيغناتي نستروف على موقع ناشيونال فوتبول تيمز (الإنجليزية)
- إيغناتي نستروف على موقع Soccerway.com (الإنجليزية)
- إيغناتي نستروف على موقع عالم كرة القدم.نت (الإنجليزية)
- إيغناتي نستروف على موقع كووورة